# Vince Jones
Vince Jones (24 de marzo de 1954) es un músico australiano de jazz. Es cantante, compositor y trompetista. Su música incluye temas originales y versiones del jazz contemporáneo.
Él considera que su amor por el jazz le proviene de cuando escuchaba el disco Sketches of Spain de Miles Davis cuando tenía catorce años. Aprendió por sí solo a tocar la trompeta.
Vince nació en Glasgow, Escocia y su familia se trasladó a Wollongong, Australia cuando tenía once años. Comenzó su carrera como un trompetista de estilo bebop.
A mediado de la década de 1980 sufrió un atentado. El ultraligero que pilotaba en su granja al este de Gippsland fue saboteado, los análisis posteriores comprobaron que le habían introducido estropajo de aluminio en el depósito. Posiblemente este sabotaje se debió a su gran actividad en las protestas contra la tala de árboles en los bosques de su región,
Ha vendido más de 200.000 álbumes en todo el mundo. 
Actualmente vive en la costa sur de Nueva Gales del Sur. 

## Discografía
Álbumes
- Watch What Happens 1982
- Spell 1983
- For All Colours 1984
- On The Brink Of It 1985
- Tell Me A Secret 1986
- It All Ends Up In Tears 1987
- Trustworthy Little Sweethearts 1988
- One Day Spent 1992
- Future Girl 1995
- Here's To The Miracles 1996
- Virtue - Best Of 1997
- Live 1999